# Bieganów (gromada)
Bieganów – dawna gromada, czyli najmniejsza jednostka podziału terytorialnego Polskiej Rzeczypospolitej Ludowej w latach 1954–1972.
Gromady, z gromadzkimi radami narodowymi (GRN) jako organami władzy najniższego stopnia na wsi, funkcjonowały od reformy reorganizującej administrację wiejską przeprowadzonej jesienią 1954 do momentu ich zniesienia z dniem 1 stycznia 1973, tym samym wypierając organizację gminną w latach 1954–1972.
Gromadę Bieganów z siedzibą GRN w Bieganowie utworzono – jako jedną z 8759 gromad na obszarze Polski – w powiecie włoszczowskim w woj. kieleckim, na mocy uchwały nr 13l/54 WRN w Kielcach z dnia 29 września 1954. W skład jednostki weszły obszary dotychczasowych gromad Bałków, Bieganów, Brzeście, Czaryż, Ojsławice i Wola Czaryska ze zniesionej gminy Radków w tymże powiecie. Dla gromady ustalono 19 członków gromadzkiej rady narodowej.
Gromadę zniesiono 1 stycznia 1969, a jej obszar włączono do gromad Secemin (wieś Czaryż) i Radków (wsie Bałków, Bieganów, Brzeście, Ojsławice i Wola Czaryska).